# Kelpie

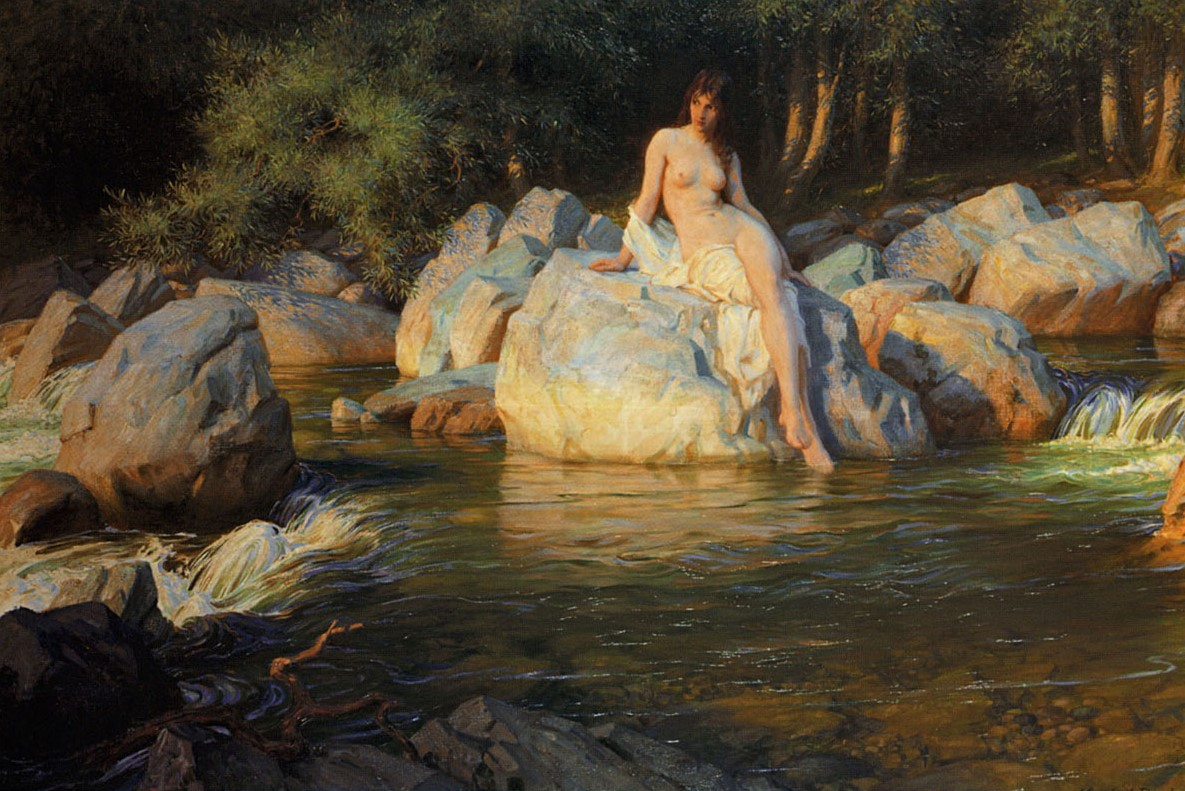
Obraz The Kelpie anglického malíře Herberta Jamese Drapera (1913)

Kelpie je nadpřirozená bytost z keltské mytologie. Většinou na sebe bere podobu koně, který má od půlky těla rybí ocas, dokáže se však přeměnit i do lidské podoby. Podle legend obývá a straší v řekách a jezerech Irska a Skotska. Původem jména těchto legendárních koní může být buď cailpeach nebo colpach ze skotské galštiny.
Téměř každé větší jezero či řeka ve Skotsku jsou s kelpie spojovány, nejčastěji se ale pojí s Loch Ness. Mezi obdobné bytosti v jiných mytologiích patří například slovanský vodník, germánský nixe nebo japonská kappa. Tito vodní duchové jsou obvykle považováni za zlé a často lidojedé.
V anglosaské literatuře a umění mají kelpie mnohá vyobrazení, mezi něž patří i dvě třicetimetrové ocelové sochy ve Falkirku nazvané The Kelpies (Kelpie). Dokončeny byly v říjnu 2013.

## Folklor
V mytologii jsou kelpie popisovány jako silní a mocní koně, výjimečně na sebe braly podobu vodního býka nebo telete. Jejich useň byla povětšinou černá, i když některé příběhy hovoří o bílých koních, a okolí se jevily jako ztracení koně nebo poníci – rozpoznat se však daly díky neustále mokré hřívě. Jejich kůže vypadala jako tulení, tedy hladká a na omak ledová. Údajně se kelpie uměly přeměnit v krásné ženy, které lákaly muže do pastí. Nicméně na sebe uměly vzít i podobu muže, což se zřejmě odvíjelo podle toho, koho chtěly do vody nalákat. Rovněž uměly vytvářet iluze, které je udržovaly skryté před očima poutníků – nad vodu vystrkovaly pouze oči.
Pověsti o kelpiích se liší region od regionu. Jiné verze, než výše popsaná, popisují kelpie jako „zelené jako sklo s černou srstí a ocasem otočeným k zádům do velkého kola“. V lidské formě z nich pak za všech okolností kapala voda nebo měly rákosí ve vlasech.
Vodní kůň je obvyklá forma kelpie, na kterou lákaly lidi, obzvláště děti, do vody, kde je utopily a sežraly. Vodní koně povzbuzovali děti k jízdě na hřbetě, a jakmile jejich oběť padla do jejich pasti, jejich kůže začala lepit a kůň odnesl dítě na dno řeky, kde jej zhltl – kromě srdce nebo jater. Běžným příběhem ve Skotsku je příběh o devíti dětech nalákaných na hřbet kelpie, zatímco desáté dítě se drželo dále. Kelpie toto dítě pronásledovala, ale to jí uniklo. Další z příběhů vypráví, že toto desáté dítě pohladilo kelpii nos, a když se mu přilepila ruka, vytáhlo nůž a končetinu si uřízlo a ránu vypálilo dřevem z nedalekého ohně. Desáté dítě se zachránilo, ale nebylo schopné pomoci svým devíti přátelům, které kelpie stáhla pod vodu.

## Loch Ness
Téměř každá větší vodní plocha ve Skotsku je spojována s kelpie, ale nejčastěji se o kelpie mluví v souvislosti s Loch Ness. Mnoho příběhů o mytických duších a monstrech v jezeře se vážou ke zprávám ze 6. století, podle kterých tam svatý Kolumba porazil monstrum. Další příběh o kelpie se pak objevil v 19. století, tehdy tam kelpie strašila v lesích a na březích Loch Ness, dokud nebyla osedlána vlastním sedlem a ohlávkou. Říká se, že horal James MacGrigor kelpie překvapil a přesekl jí ohlávku, zdroj síly a života, bez které do čtyřiadvaceti hodin zemře. Kelpie uměla mluvit, a tak se bezúspěšně pokusila s MacGrigorem smlouvat o navrácení ohlávky. Šla za MacGrigorem k němu domů a tvrdila, že MacGrigor nebude moci vejít dovnitř, pokud u sebe bude mít ohlávku, jelikož ho kříž nad dveřmi nepustí. Ale MacGrigor tvora přechytračil tak, že ohlávku prohodil dovnitř oknem. Kelpie se smířila se svým osudem a odešla s kletbami a nadávkami. Mýtus je pokračován dalšími příběhy o tom, jak se ohlávka dědila z generace na generaci. Prý měla kouzelné léčivé síly. Pokud se vložila do vody a proneslo se „Ve jménu Otce, Syna i Ducha svatého“, mohla se voda použít jako lék.
Ohlávka se pro zkrocení kelpie používá napříč mnoho příběhů. Někdy je to kvůli tomu, aby kelpie lidem neublížila a vzdálila se od nich, jindy je bezostyšně využívána k práci, například k nošení kamení k výstavbě mostu. Po vykonání práce byly obvykle propuštěny a podle legend se už znovu neobjevily. Někdy byly kelpie přemoženy i jen pouhou lidskou sílou, bez použití ohlávky, a to hlavně v případech, kdy na sebe vzaly lidskou podobu.

## Původ
Folklorista Gary R. Varner předpokládá, že se víra ve vodní koně, kteří pozřívali zejména děti, mohla zrodit z lidských obětí, jež byly podstupovány vodním božstvům. Spojení s koňmi by mohlo pocházet z koňských obětí prováděných ve starověké Skandinávii. Příběhy o zlých vodních duších sloužily k praktickému účelu – udržení dětí od nebezpečných vod a k varování dospívajících žen před přitažlivými cizími mládenci. Démoni a duchové byli také pokusem o logické vysvětlení toho, proč se utopili děti i dospělí, kteří omylem spadli do hlubokých, rychle tekoucích nebo rozbouřených vod.
Historik a symbolog Charles Milton Smith předložil hypotézu, podle které vznikl mýtus o kelpie kvůli vodním smrštím, které se někdy nad skotskými jezery objevují. Během svého pohybu totiž působí jako živé bytosti. Sir Walter Scott naráží ve své epické básni Jezerní panna (1810) na podobné vysvětlení.

## Současná kultura
- V knize J. K. Rowlingové Fantastická zvířata a kde je najít jsou kelpie (v českém překladu hastrmanci) popisovány jako vodní démoni přirozeně žijící na Britských ostrovech. Jejich oblíbená podoba je kůň. Zmíněno zde je i to, že Lochnesská příšera je gigantická kelpie, jejíž oblíbenou podobou je mořský had.
- V knize Daň peklu autorky Holly Blackové (známá mj. díky knize Kronika rodu Spiderwicků) je kelpie vykreslena jako kůň i jako muž. V lidské formě používá hypnózy k utopení obětí.
- Album Stormwatch skupiny Jethro Tull obsahuje skladbu Kelpie, ve které je mladý muž ochotný následovat kelpii, která se mu nejprve zjeví jako krásná mladá žena.
- V manze Berserk je kelpie směsí koně a žáby. Kelpie zde kontrolují vodu a jednou se objeví v průběhu trollího útoku na vesnici.
- V seriálu Pokémon je Pokémon pojmenovaný Keldeo, který by mohl být vytvořen a pojmenován podle kelpií.
- Interpretace kelpie je zmíněna v průvodci fiktivní postavy Arthura Spiderwicka ze série knih Kronika rodu Spiderwicků.
- Ciriina Kelpie z polské fantasy ságy o Zaklínači od A. Sapkowského
- kelpie je také název creepypasty